# Percnostola arenarum
A Percnostola arenarum a madarak osztályának verébalakúak (Passeriformes) rendjébe és a hangyászmadárfélék (Thamnophilidae) családjába tartozó faj.

## Rendszerezése
A fajt Morton L. Isler, José Álvarez Alonso, Phyllis R. Isler és Bret M. Whitney írták le 2001-ben.

## Előfordulása
Dél-Amerikában, Peru területén honos. Természetes élőhelyei a szubtrópusi vagy trópusi száraz erdők. Állandó, nem vonuló faj.

## Megjelenése
Testhossza 14–15 centiméter, testtömege 22–24 gramm.

## Életmódja
Rovarokkal és valószínűleg pókokkal táplálkozik.

## Természetvédelmi helyzete
Az elterjedési területe kicsi, egyedszáma nem éri el a kétezret és csökken. A Természetvédelmi Világszövetség Vörös listáján sebezhető fajként szerepel.